# Kasper Fosser
Kasper Harlem Fosser , född 21 april 1999, är en norsk orienterare. Från och med 2018  tävlande för IFK Göteborg Orientering (tidigare IL Heming.) Han är dotterson till tidigare norsk orienterare och världsmästare Per Fosser.

## Karriär
Fosser tog silver på långdistans vid VM 2019. Han tog totalt sju medaljer under tre år på junior-VM varav sex guld medaljer.
I juni 2022 vid VM tog Fosser guld i den individuella sprinten. Han tog även ett brons i sprintstafett för mixade lag.